# Шипулин, Андрей Андреевич
Андрей Андреевич Шипулин (1920—2015) — участник Великой Отечественной войны, начальник разведки дивизиона 16-й миномётной бригады 1-й гвардейской артиллерийской дивизии прорыва Резерва Главного Командования (РГК) 13-й армии 1-го Украинского фронта, лейтенант. Герой Советского Союза (1945).

## Биография
Родился 28 августа 1920 года в селе Товаро-Никольское, ныне Липецкого района Липецкой области, в семье рабочего.
Учился в школе № 43 города Ростова-на-Дону, где окончил 8 классов. Работал на крупозаводе.
В Красной Армии с 1940 года. В 1943 году окончил Московское военно-политическое училище. В звании лейтенанта был направлен в артиллерийскую дивизию прорыва. Член ВКП(б)/КПСС с 1943 года.
На фронте в Великую Отечественную войну с августа 1944 года. Получил назначение в прославленное соединение — 1-ю гвардейскую Глуховскую, ордена Ленина, Краснознамённую, орденов Суворова, Кутузова, Богдана Хмельницкого артиллерийскую дивизию прорыва Резерва Верховного главнокомандования.
Начальник разведки дивизиона 16-й миномётной бригады лейтенант Андрей Шипулин вместе с передовым стрелковым подразделением в ночь на 26 января 1945 года переправился через реку Одер в районе города Штейнау (ныне город Сьцинава, Польша). Находясь на отвоёванном у противника плацдарме в боевых порядках пехоты, лейтенант Шипулин по рации корректировал миномётный огонь дивизиона.
После войны Шипулин продолжал службу в армии. В 1957 году окончил Бакинское общевойсковое командное училище. С 1970 года Шипулин А. А. находился в запасе. Указом президента Российской Федерации от 27.02.2000 года ему было присвоено звание полковника. До ухода на заслуженный отдых работал в институте «Ростовсельхозтехпроект», проживал в Ростове-на-Дону.
Умер 7 марта 2015 года в Ростове-на-Дону, похоронен на Аллее Героев Северного кладбища.

## Награды
- Указом Президиума Верховного Совета СССР от 10 апреля 1945 года за образцовое выполнение боевых заданий командования на фронте борьбы с немецко-фашистскими захватчиками и проявленные при этом мужество и героизм лейтенанту Шипулину Андрею Андреевичу присвоено звание Героя Советского Союза с вручением ордена Ленина и медали «Золотая Звезда» (№ 7841).
- Награждён орденом Ленина, двумя орденами Отечественной войны 1-й степени, двумя орденами Красной Звезды, медалями.
- Также награждён орденом Атамана Платова (2012).[2]

## Память
- В апреле 2015 года в Ростове-на-Дону Герою была открыта памятная доска.[3]